# Provincia del Nordovest (Sudafrica)
La provincia del Nordovest (in inglese North West Province) è una provincia del Sudafrica.
Il capoluogo è Mahikeng, e la maggioranza dei cittadini parla lingua tswana, che è anche la lingua del vicino Botswana.

## Comuni e distretti
La provincia del Nordovest è suddivisa amministrativamente in 1 District Management Area (DMAs) con codice NWDMA37 e 4 municipalità distrettuali, a loro volta suddivisi in 21 municipalità locali.:
- Municipalità distrettuale di Bojanala Platinum (DC37)
  - Municipalità locale di Kgetlengrivier (NW374)
  - Municipalità locale di Madibeng (NW372)
  - Municipalità locale di Moses Kotane (NW375)
  - Municipalità locale di Moretele (NW371)
  - Municipalità locale di Rustenburg (NW373)
- Municipalità distrettuale di Ngaka Modiri Molema (DC38)
  - Municipalità locale di Ditsobotla (NW384)
  - Municipalità locale di Mahikeng (NW383)
  - Municipalità locale di Ratlou (NW381)
  - Municipalità locale di Tswaing (NW382)
  - Municipalità locale di Ramotshere Moiloa (NW385)
- Municipalità distrettuale di Dr. Ruth Segomotsi Mompati (DC39)
  - Municipalità locale di Kagisano (NW391)
  - Municipalità locale di Molopo (NW395)
  - Municipalità locale di Lekwa-Teemane (NW396)
  - Municipalità locale di Greater Taung (NW394)
  - Municipalità locale di Naledi (NW392)
  - Municipalità locale di Mamusa (NW393)
- Municipalità distrettuale di Dr. Kenneth Kaunda (DC40)
  - Municipalità locale di Merafong City (NW405)
  - Municipalità locale di Ventersdorp (NW401)
  - Municipalità locale di Tlokwe (NW402)
  - Municipalità locale di City of Motlosana (NW403)
  - Municipalità locale di Maquassy Hills (NW404)